# 葉應祥
葉應祥（?—?），福建省泉州府南安縣人，清朝政治人物、同進士出身。
光緒三年（1877年），参加丁丑科殿試，登進士三甲第92名。同年五月，經吏部掣簽，授即用知縣。